# ジグムント2世 (ポーランド王)
ジグムント2世アウグスト（Zygmunt II August, 1520年8月1日 - 1572年7月7日）はポーランド王、リトアニア大公（在位1548年 - 1572年）。ジグムント1世の長男、母はボナ・スフォルツァ。

## 国王称号
- ラテン語："Sigismundus Augustus Dei gratia rex Poloniae, magnus dux Lithuaniae, nec non terrarum Cracoviae, Sandomiriae, Siradiae, Lanciciae, Cuiaviae, Kijoviae, Russiae, Woliniae, Prussiae, Masoviae, Podlachiae, Culmensis, Elbingensis, Pomeraniae, Samogitiae, Livoniae etc. dominus et haeres."

- 「シギスムンドゥス・アウグストゥス、神の恩寵により、ポーランド王、リトアニア大公、クラクフ、サンドミェシュ、シェラズ、ウェチツァ、クヤヴィおよびキエフの支配者にして相続者、ロシア/ルテニア、ヴォルィニア、プロシア、マゾヴィア、ポドラキア、クルマーラント、エルブロンク、ポメラニア、サモギティア、リヴォニアその他の世襲領主」

## 結婚

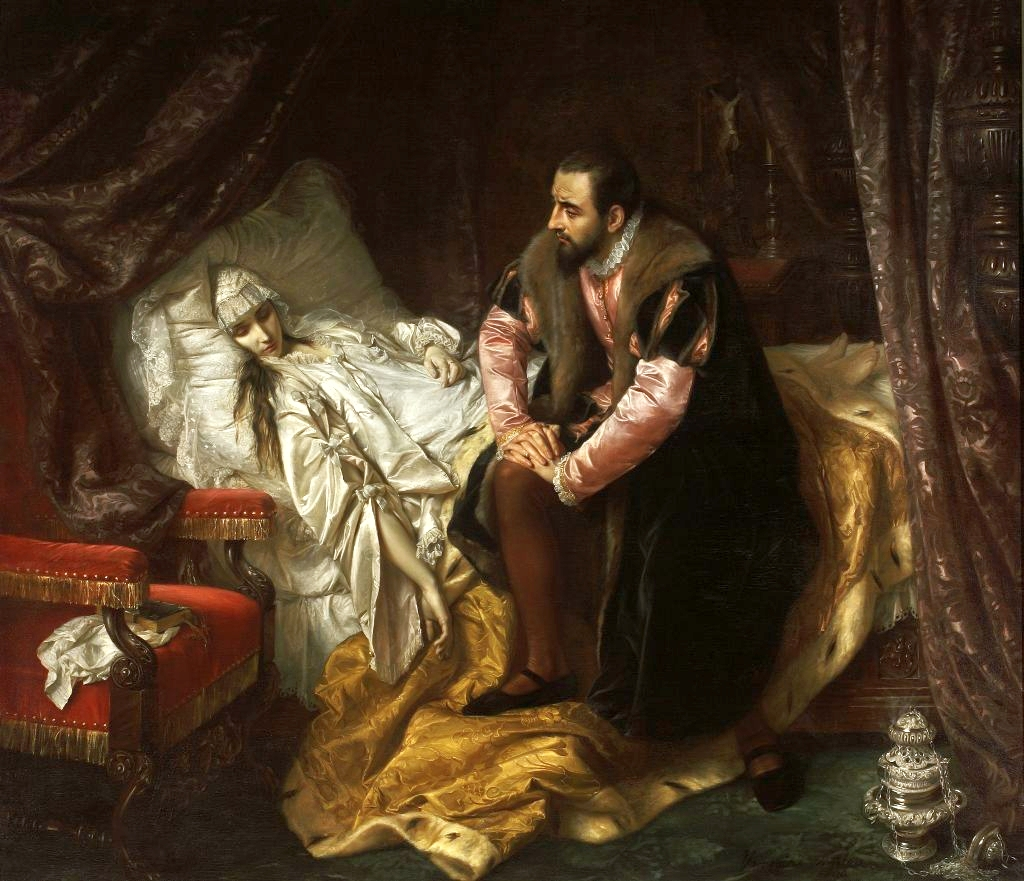
愛妻バルバラの死

ジグムントは治世初期から、既に王権を制約し始めていた貴族階級（シュラフタ）の挑戦を受けることになった。この混乱の表面的な原因は、ジグムントが即位直前、カルヴァン派を信奉するリトアニア貴族イェジー・ラジヴィウの娘バルバラと密かに婚約していたことに貴族たちが猛反発したことにあった。しかしこの反対運動の中心にいたのは外戚であるハプスブルク家のローマ王フェルディナント1世と王母ボナ・スフォルツァだったようで、両者は1548年10月31日に開催されたセイムを煽動し、セイム代表者にバルバラとの結婚解消に応じなければ臣下の忠誠義務を解除すると脅させる暴挙に出た。国王はこれを拒否し、政治的機敏さと強い意志を以てこの難局を切り抜けた。ジグムントは貴族達の反抗に対する応酬として、1550年に2度目のセイムを召喚し、議長ピョートル・クミタの名前で、国王の立法大権を不法に侵害しようとした、と貴族を非難した。
1551年にバルバラが死ぬと国王は悲嘆にくれたが、間もなく政治同盟の必要からフェルディナント1世と従姉アンナの娘カタリーナとの結婚の必要に迫られた。彼女は王太子時代に死別した最初の妻エリーザベトの妹だった。しかしこの結婚は完全に失敗で、そのうえジグムントは新妻との間に子供を儲けることも絶望的だった。ジグムントはヤギェウォ王家唯一の男子相続者であり、王朝は断絶の危機に見舞われた。国王はこの問題の解決策として、バルバラ・ギザンカとアンナ・ザヤチコフスカという2人の愛妾に男子を生ませようと考え、セイムも王朝存続のために男子が誕生すれば嫡出子として認めるとした。1572年2月、王妃カタリーナの死去で国王は再び独身になったが、わずか半年で嗣子なく崩御することになる。

## 政治

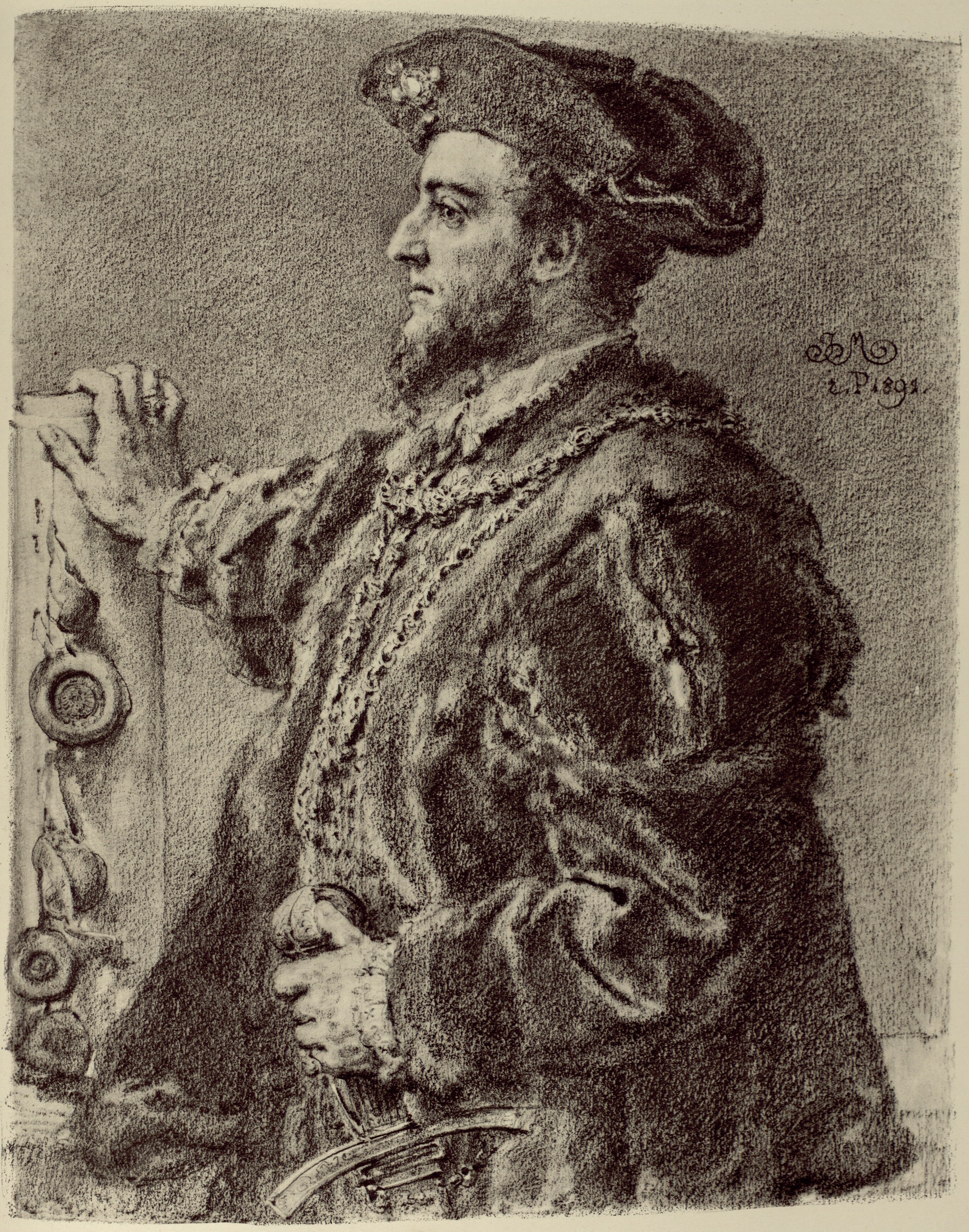
ヤン・マテイコによる肖像画

国王の結婚問題は国内のカトリックとプロテスタントにとって非常に重要な争点だった。ジグムントは決して、教会のいいつけを何もかも守る「良きカトリック教徒」だったというわけではなく、ヘンリー8世と同じく、義理の姉妹との結婚が教会法に抵触するとして3番目の妻カタリーナとの結婚解消を申し立てていた。国王のこの行動は国内のプロテスタント貴族の支持を受けており、彼らはローマ教皇とポーランドとの亀裂を深めようと画策したために、ポーランドを深刻な宗教内乱に引き込む恐れがあった。他方で親族関係にあるハプスブルク家はポーランド王位を狙っており、子供のない国王の再婚を阻もうとしていた。一方で、国王は治世中にカトリックとプロテスタント双方の調停を図り続けていた。
ジグムントの治世には宗教改革が国内で問題化し、またシュラフタが着実に国家権力を掌握していった。さらにリヴォニア騎士団の弱体化に伴うリヴォニア戦争に巻き込まれ、南部ではオスマン帝国の侵入に直面した。ポーランドが大きな転換期を迎える中、ジグムントは王国を精力的に指導し、国内外における危機から救うことになった。ジグムントは父王ほど存在感のある国王ではなかったが、豪放磊落なジグムント1世よりも、世俗的でエレガントで洗練されたルネサンス君主たるジグムント2世の方が、政治家としては優れていた。

## 人物

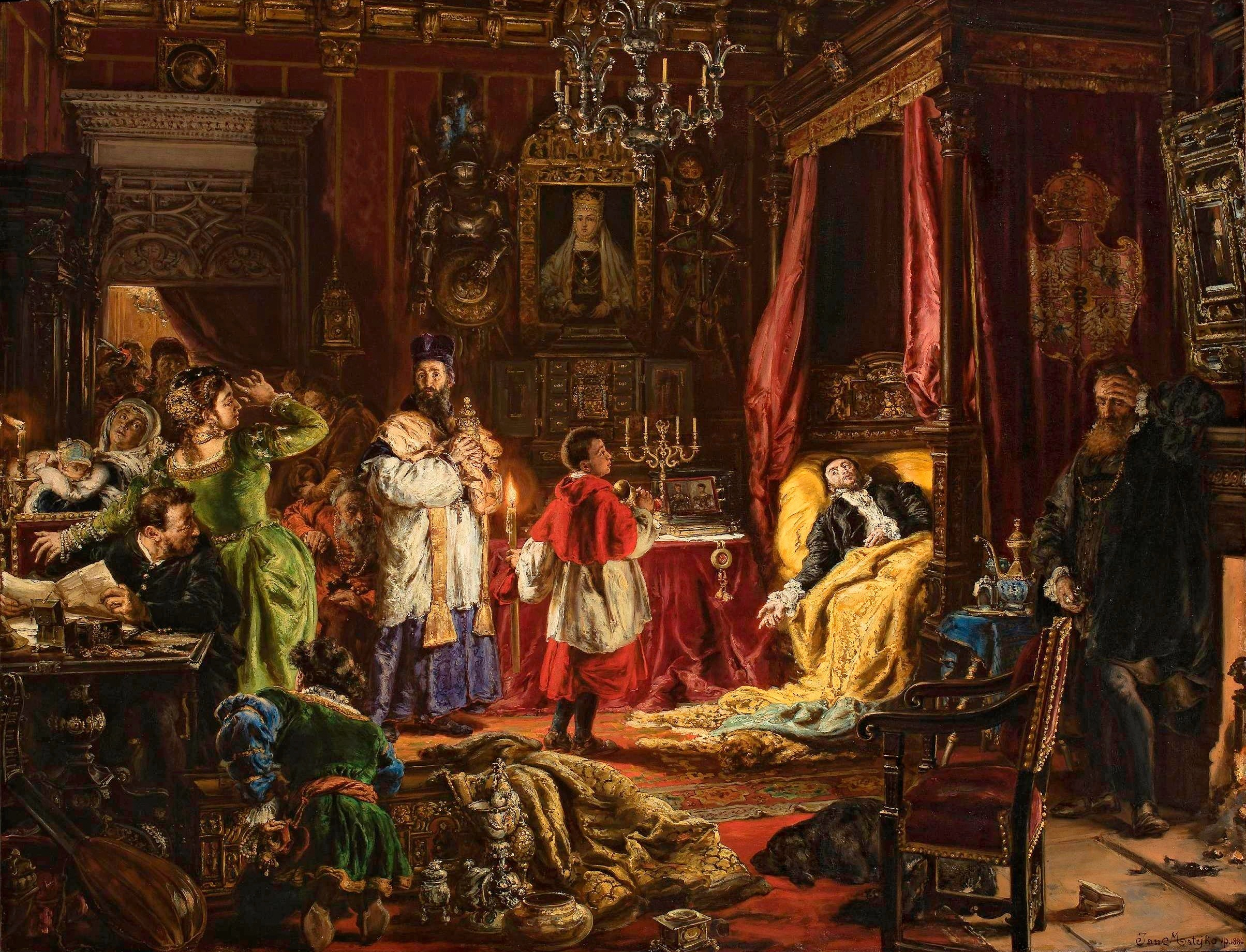
死の床のジグムント（1572年）

ジグムントはヤギェウォ家のメンバーに共有される頑強さと忍耐力を併せ持ち、イタリア人の母親から受け継いだ機敏さと外交面での巧妙さを示した。歴代のポーランド国王の中で、おそらくジグムントほどセイムの本質を完全に見抜いた者はいなかった。オーストリア大使と教皇特使は国王がいかにして扱いづらい国家を支配しているかについて、強い関心を持ったと証言している。彼らは述べている。
「全てが王の思うがままに動いていた、王は自分が成功を収めるための方法を熟知しているらしい。」
ジグムントは父王の治世よりも国庫を豊かにすることが出来たし、一度などセイムにマゾフシェの貴族が着る質素な灰色のコートを纏って現れ、この予想外のパフォーマンスによって出席者たちの心を掴んだというエピソードもある。
治世中の最も大きな出来事は、1569年のルブリン合同によってポーランド・リトアニア共和国という、2国家が統一された政治体が成立したことである。この連合国家にはまた、ドイツ語圏のプロイセン公国、クールラント公国（リヴォニアの旧騎士団国家）も参加していた。この統一にはジグムントの働きかけが大きかったとされ、連合国家は環バルト海世界において影響力を増大させた。1572年7月、ジグムント2世はお気に入りだったクニシンの城館で崩じ、ヤギェウォ朝はここに断絶した。1573年の国王自由選挙によって新国王に選出されたのは、ハプスブルク家の親族ではなく、フランス王シャルル9世の弟ヘンリク・ヴァレジ（のちのフランス王アンリ3世）だった。

## 愛妾
- ディアーナ・ディ・コルドーナ
- ヴァイス嬢
- レリスカ嬢
  - 娘一人
- ズザンナ・オルウォフスカ
- アンナ・ザヤチコフスカ
- バルバラ・ギザンカ（1589年没）
  - バルバラ（1615年6月5日以後に没） - ヤクブ・ザヴァツキと結婚

## パトロネジ
ジグムントは宝石の熱心な蒐集家で、教皇特使ベルナルド・ボンジョヴァンニによれば、国王のコレクションは16もの部屋に収められていたという。ジグムントが自慢にしていたのは次のものである。まず皇帝カール5世がかつて所有していたルビーで、8万スクード相当の価値があった。「皇帝のダイヤモンド」というメダルは「ハプスブルクの鷲」の形をしており、鷲の2本の脚にはカール5世のモットー「 Plus Ultra（もっと先へ）」が刻まれていた。「スルタンの剣」は1万6000ドゥカート相当の価値が付き、貴重な30個の馬飾りと20個の私用の鎧一式を所有していた。また360ピースものタペストリーは、1550年から1560年の間にブリュッセルの職人に注文されたものである。

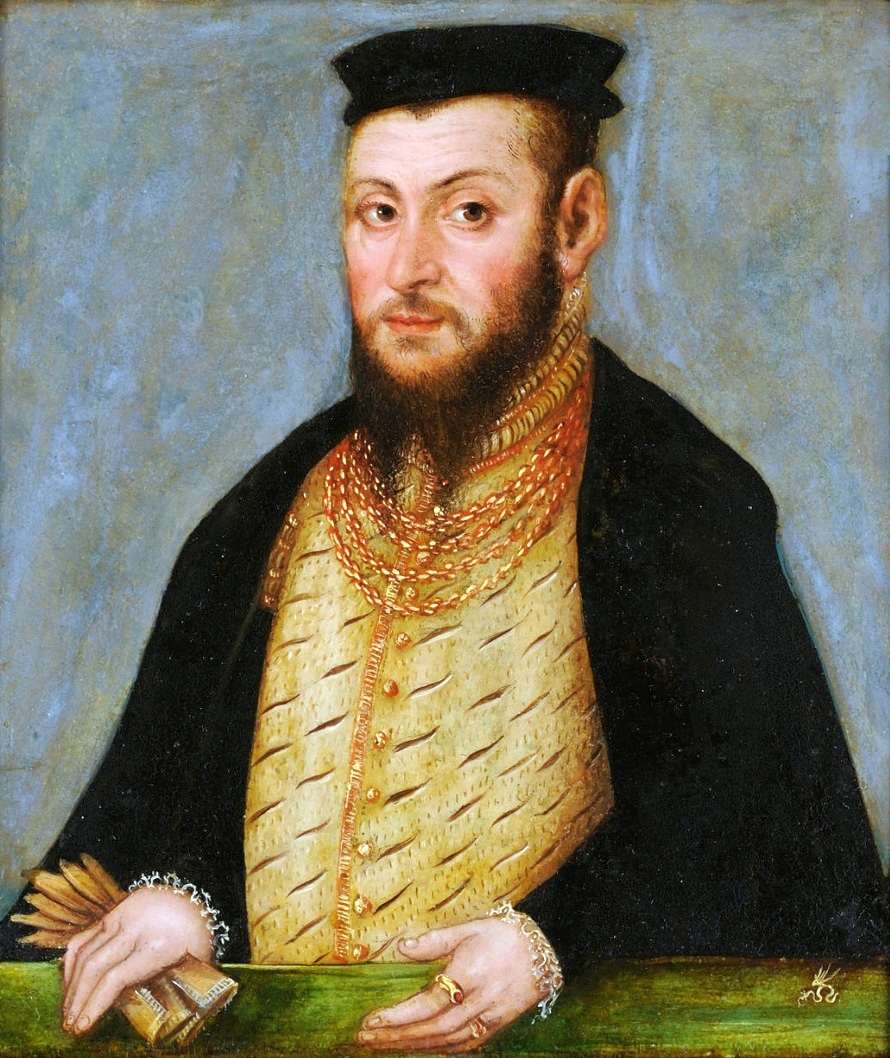
「ジグムント2世アウグストの肖像画」ルーカス・クラナッハ（子）、1553年-1555年
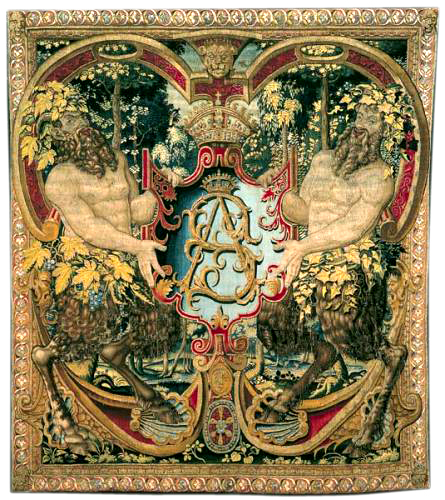
王のモノグラムである「S.A.」が記された盾を支える2人のサテュロスを描いたタペストリー、1555年頃にブリュッセルで織られた。2010年には日本におけるポーランド文化の巡回展「ポーランドの至宝」の展示品のひとつとして数十万人もの日本人がこれを見ることになった。
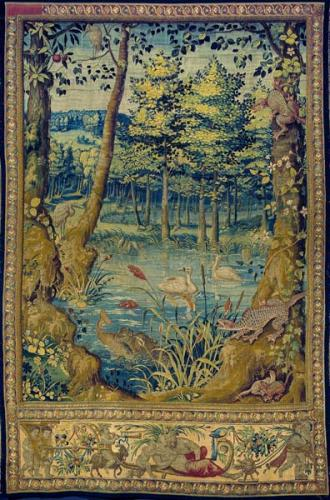
国王の収集品の一つである緑のタペストリー、ブリュッセルのヤン・ヴァン・ティーヘム工房で1555年頃に製作された
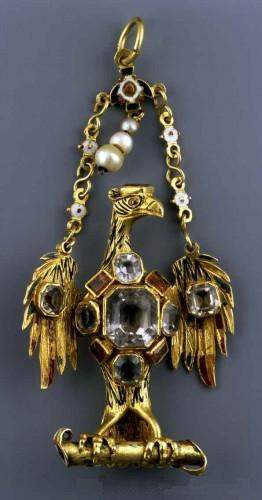
鎖の付いた黄金の鷲のペンダント、16世紀中葉にスペインでジグムントために製作された
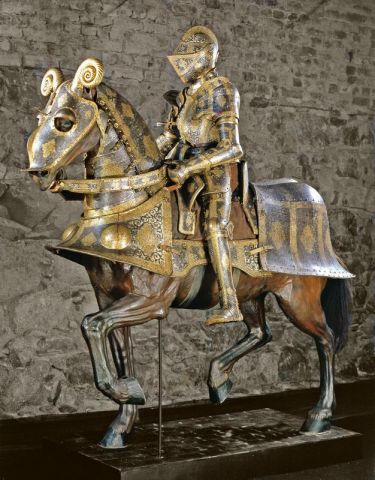
パレード用に作らせた国王の鎧、1550年代ニュルンベルクでクンツ・ロッホナーによって製作された
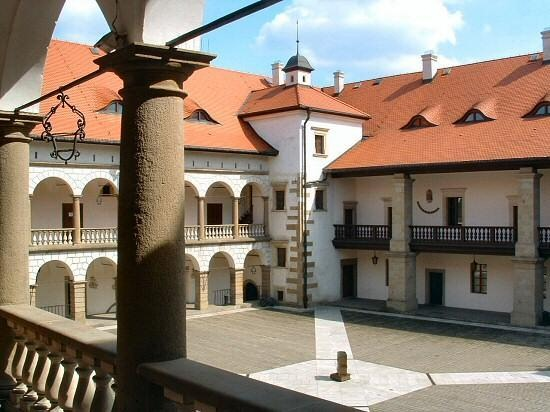
1550年代初頭に国王によって改築されたニェポウォミツェ城内の宮殿中庭
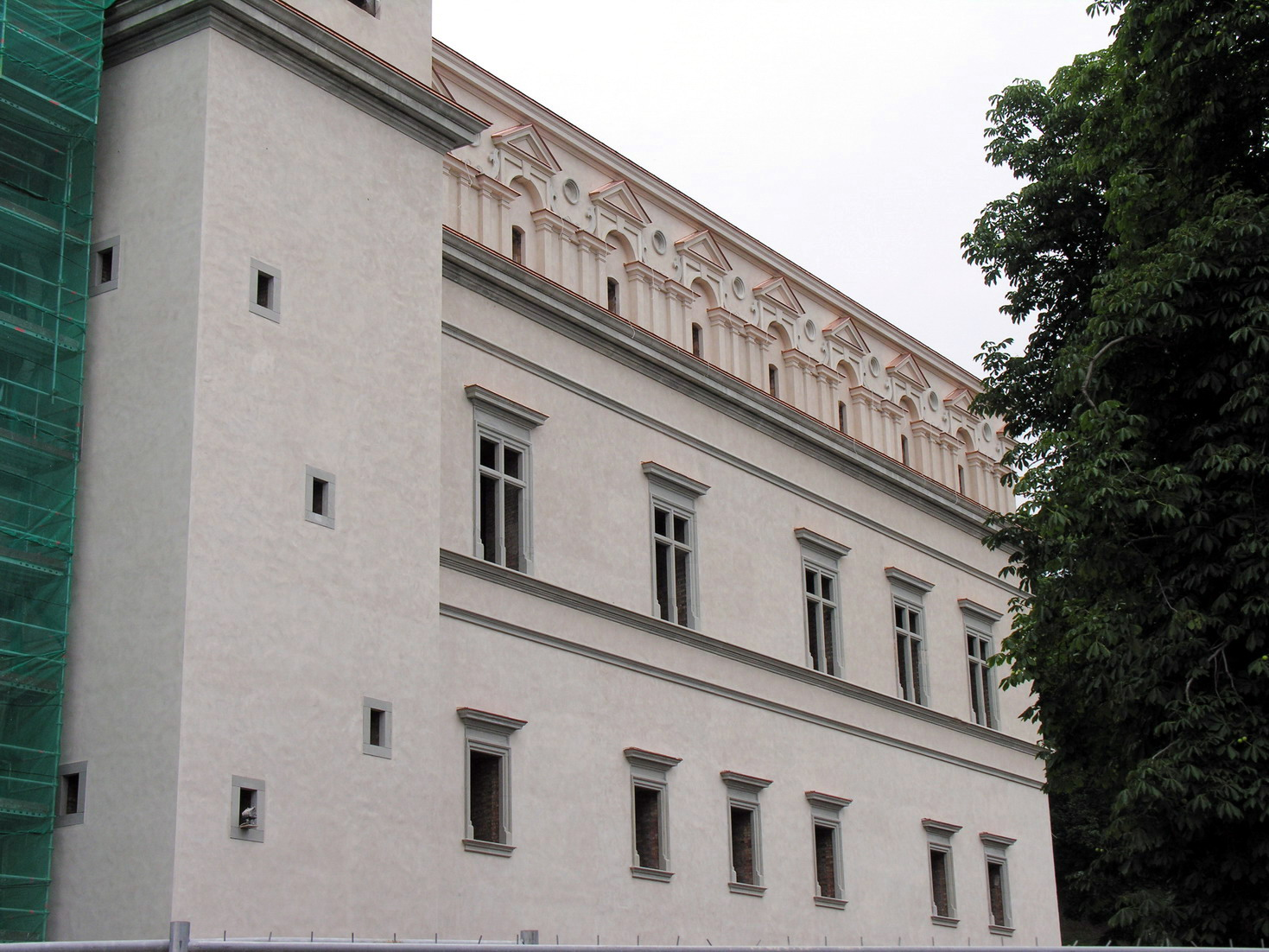
国王により、ルネサンス様式に改築・増築を施されたヴィリニュスの王宮
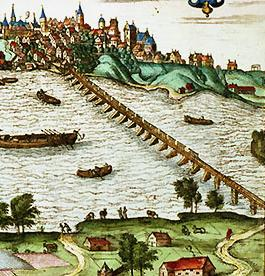
国王の命で1568年から1573年にかけて建設された、ワルシャワのジグムント・アウグスト橋